# Nonionammina
Nonionammina es un género de foraminífero bentónico de la familia Mayncinidae, de la superfamilia Nezzazatoidea, del suborden Nezzazatina y del orden Lituolida. Su especie tipo es Nonionammina elegans. Su rango cronoestratigráfico abarca el Cretácico inferior.

## Discusión
Clasificaciones previas incluían Nonionammina en la superfamilia Lituoloidea, así como en el suborden Textulariina del orden Textulariida, o en el orden Lituolida sin diferenciar el suborden Nezzazatina.

## Clasificación
Nonionammina incluye a la siguiente especie:
- Nonionammina elegans